# Anatol Cheptine
Anatol Cheptine [anatol keptyne] (* 20. května 1990 Tiraspol) je moldavský fotbalový záložník a reprezentant, od března 2016 hráč klubu FC Dinamo-Auto Tiraspol.

## Klubová kariéra
V Moldavsku hrál za FC Sheriff Tiraspol, FC Tiraspol, FC Zimbru Chișinău a FC Academia Chișinău.
V červnu 2015 byl na testech ve slovenském klubu MFK Ružomberok, které dopadly úspěšně a hráč se zařadil do A-týmu. V září 2015 odešel hostovat do druholigového slovenského klubu MFK Dolný Kubín.

## Reprezentační kariéra
V A-mužstvu Moldavska debutoval 29. 3. 2011 v kvalifikačním zápase v Solně proti týmu Švédska (prohra 1:2).